# Siseme neurodes
Siseme neurodes är en fjärilsart som beskrevs av Felder 1861. Siseme neurodes ingår i släktet Siseme och familjen Riodinidae. Inga underarter finns listade i Catalogue of Life.

## Bildgalleri

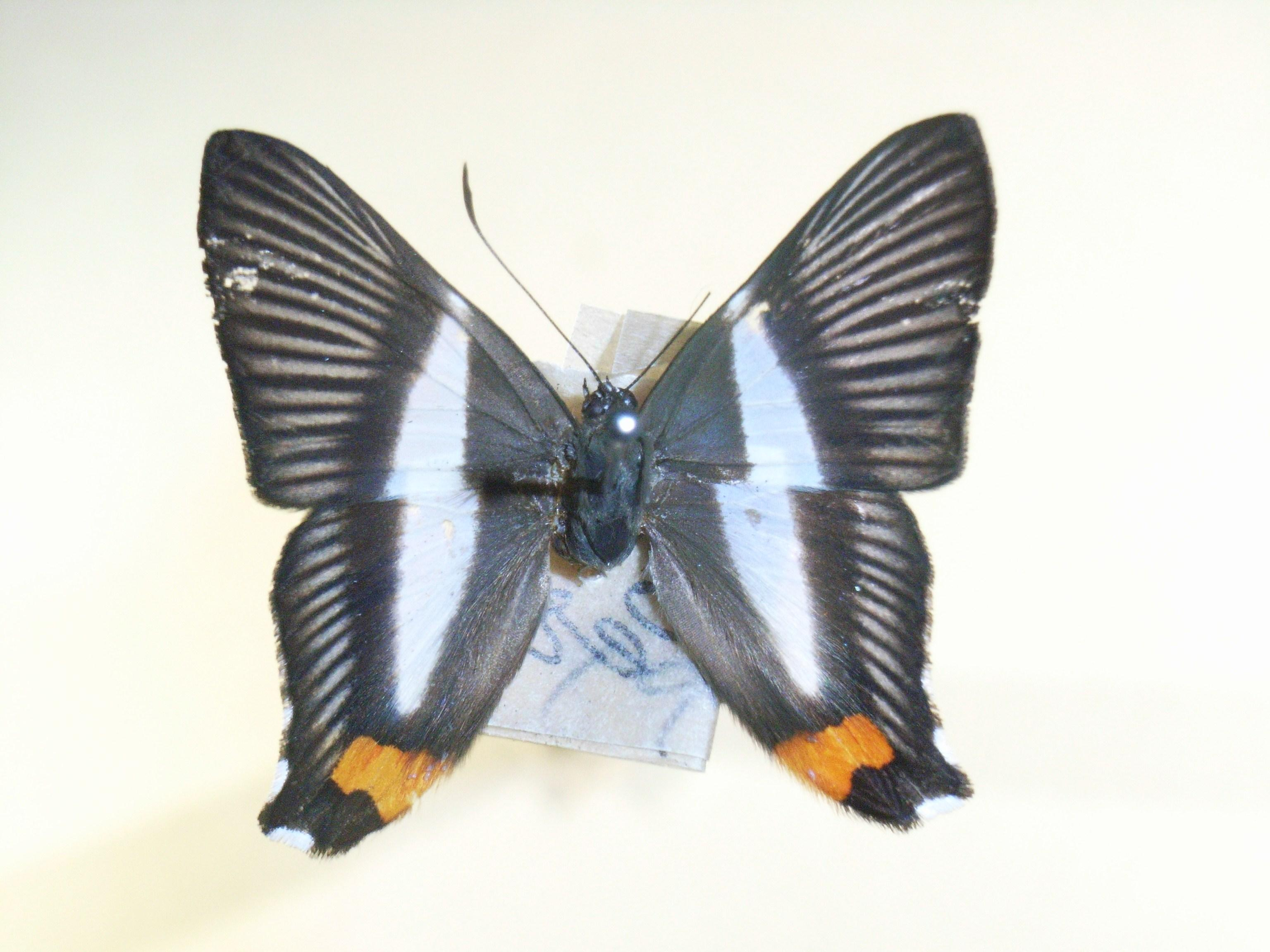